# Miota compressa
Miota compressa är en stekelart som först beskrevs av Thomson 1858.  Miota compressa ingår i släktet Miota, och familjen hyllhornsteklar. Arten är reproducerande i Sverige.